# Neurolideratge
El neurolideratge es refereix a l'aplicació dels resultats de la neurociència al camp del lideratge. El terme neurolideratge va ser encunyat per primera vegada per David Rock l'any 2006 a la publicació nord-americana Strategy+Business.
El neurolideratge no està exempt de crítiques. Es qüestionen si tenir dades científiques del cervell per fer una còpia de seguretat del que es creia comunament aporta algun valor. Tampoc és clar que la neurociència estigui prou desenvolupada per poder-ne aplicar els resultats.